# Kashmir van Schuttershof
Kashmir van Schuttershof (né le 11 mai 1994 en Belgique) est un étalon de robe baie, inscrit au stud-book du cheval de sport belge. 
Après de très bons débuts sportifs en saut d'obstacles, il est blessé au jarret à l'âge de cinq ans et n'en récupère jamais totalement. Il est alors entièrement voué à une carrière de reproducteur. 

## Histoire
Kashmir van Schutterhof naît le 11 mai 1994,, à l'élevage de Willy van Impe, situé en Belgique. 
Il est approuvé à la reproduction au stud-book du cheval de sport belge (sBs) à l'âge de trois ans. Il est ensuite formé au saut d'obstacles par Gilbert de Roock, puis envoyé chez Philippe Lejeune, où il remplace son père Nabab de Rêve. À l'âge de cinq ans, il subit une blessure au jarret gauche au pré. Malgré une opération chirurgicale, il n'en récupère jamais totalement.  

## Description
Kashmir van Schuttershof est un étalon de robe baie, inscrit au stud-book du sBs. Il mesure 1,72 m ou 1,73 m. 
Son cavalier Philippe Lejeune le décrit comme un cheval au « caractère extraordinaire », doté d'un « très bon galop, un très bon passage de postérieurs et une super bouche ». Kashmir est d'après lui « simple à monter, respectueux » et doté d'un « mental fantastique ». Il lui décrit comme seul défaut sa montée de garrot à l'obstacle.

## Palmarès
Pré-sélectionné pour les Jeux olympiques d'été de 2004 à Athènes, Kashmir n'est finalement pas retenu en raison de ses problèmes de santé.

## Origines
Kashmir van Shuttershof est un fils de l'étalon Nabab de Rêve et de la jument Fines van Kameren, tous deux issu de souches majoritairement françaises,. Ce croisement n'était à l'origine pas prévu, l'éleveur ayant pour premier choix l'étalon Chin Chin, qui n'était alors pas disponible chez l'étalonnier Joris De Brabander.
Il présente 43,76 % d'origines génétiques Pur-sang selon le site web Hippomundo.

## Descendance
Il est considéré comme l'un des meilleurs reproducteurs de saut d'obstacles issus de la lignée d'Almé, ainsi que l'un des meilleurs étalons sBs. Parmi ses descendants directs les plus réputés, on compte All In, Rêveur de Hurtebise, Indiana et Gazelle ter Elzen,.
Visualiser la lignée de Kashmir sous forme de graphe
En 2020, il figure au sixième rang mondial des meilleurs pères de gagnants internationaux en saut d’obstacles. Il est alors le père de 387 poulains nés en France.